# Sommerliv
Sommerliv is een verzameling liederen gecomponeerd door de Noorse componiste Agathe Backer-Grøndahl. Het was haar achtste liederenbundel, maar de eerste met een titel die daar niet naar verwees. De titels van haar voorafgaande gepubliceerde werken verwezen alleen naar de hoeveelheid liederen, die gebundeld waren. Dit werk week ook op een ander vlak af van voorgaand werk; het is specifiek geschreven voor een mezzosopraan. Sommerliv werd uitgegeven door de Zweedse uitgeverij Abraham Hirsch, net als haar opus 5: Fyra sånger. De toonzettingen werden gevoegd bij teksten van de Deense dichter Henrik Hertz.
De vier gebundelde liederen zijn:
- I skoven in andante
- I det frie in andante
- Det var saa faurt in allegretto
- Mødet in vivace

Van Mødet is een aantal uitvoeringen bekend. Het werd gezongen tijdens een concert gewijd aan de pianiste Agathe Backer- Grøndahl. Er werd op die avond van 22 november 1879 slechts één lied van haar gezongen, de solist was een “amateurzanger” zoals het programma vermeldde. Op 21 februari 1885 zong Ingeborg Sæhlie het opnieuw, ook toen zat de componiste achter de piano.  
De liederen zijn opgedragen aan Jacob Axel Josephson (1818-1880). Hij was een Zweeds dichter en tevens koordirigent. Hij stichtte meerdere (mannen)koren in zijn tijd. 